# Sjengavitnederzetting
De Nederzetting van Sjengavit (Armeens: Շենգավիթ հնավայր, Shengavit' hənavayr) is een bronstijdnederzetting van de Koera-Araxescultuur in het tegenwoordige district  Sjengavit in de Armeense hoofdstad Jerevan. De site ligt ten zuidwesten van het centrum van Jerevan aan het Meer van Jerevan en nabij de rivier de Hrazdan. De site ligt vlak bij het metrostation Garegin Njdeh Hraparak aan de Metro van Jerevan. Opgravingen vonden plaats sinds 1936 en duren nog voort. 
De artefacten zijn te vinden in het Ereboenimuseum in het district Ereboeni nabij een andere archeologische opgraving, het Fort van Ereboeni, dat tevens de naamgever van de stad Jerevan is. Teishebaini is nog een archeologische vindplaats uit de  Urartische oudheid die in Jerevan te vinden is en stamt dus uit de ijzertijd. 